# Branton (Northumberland)
Branton – przysiółek w Anglii, w hrabstwie Northumberland, w civil parish Ingram. Leży 56 km na północ od miasta Newcastle upon Tyne i 453 km na północ od Londynu. W 1951 roku civil parish liczyła 50 mieszkańców.